# Jofroi (film)
Pour les articles homonymes, voir Jofroi.
Pour plus de détails, voir Fiche technique et Distribution.
Jofroi est un film français réalisé par Marcel Pagnol, sorti en 1933.

## Synopsis
Deux paysans s'affrontent. Jofroi est âgé et il a vendu un verger au jeune Fonse. Celui-ci veut arracher les arbres, devenus improductifs depuis des années, pour semer du blé. Mais Jofroi défend ces arbres qu'il soigne depuis quarante ans, et menace de tuer Fonse s'il les supprime. Puis il menace de se suicider et fait du chantage à tout le village, pendant deux mois. Lorsqu'il meurt, de façon tout à fait naturelle, Fonse décide de conserver quelques arbres en souvenir du vieil homme.

## Fiche technique
- Titre : Jofroi
- Réalisation, scénario et dialogues : Marcel Pagnol d'après la nouvelle de Jean Giono, Jofroi de la Maussan, publiée en 1932 dans Solitude de la pitié
- Décors : Jean Bijon
- Photographie : Willy Faktorovitch
- Son : Pierre-Louis Calvet
- Montage : Suzanne de Troeye et André Robert
- Musique : Vincent Scotto
- Société de production  : Les Auteurs Associés
- Pays d'origine :  France
- Format : Noir et blanc - 35 mm - 1,37:1
- Durée : 52 minutes
- Genre : Comédie dramatique
- Date de sortie : 16 décembre 1933 (première au Cinéma Rex de Paris), janvier 1934 en France

## Distribution
- Vincent Scotto : Jofroi, vieux paysan provençal
- Henri Poupon : Fonse Durbec, jeune paysan
- Annie Toinon : Barbe, « vieille épouse » de Jofroi
- Charles Blavette : Tonin, paysan
- José Tyrand : le curé
- André Robert : l'instituteur
- Odette Roger : Marie Durbec, femme de Fonse

Non crédités :
- Edouard Delmont : Gustave, paysan
- Henry Darbray : le notaire

## Autour du film
- La recherche de réalisme, poursuivie par Pagnol, utilisant des décors naturels et le son direct ainsi qu'une caméra extrêmement mobile, ouvrira selon Patrick Brion[1] la voie au néoréalisme italien.
- Deuxième réalisation par Pagnol, après Le Gendre de monsieur Poirier, Jofroi est le premier des trois seuls films dans lesquels Vincent Scotto joue en qualité d'acteur : il a ensuite joué, brièvement, son propre rôle dans Le Fauteuil 47 de Fernand Rivers (1937), puis apparait dans La Vie des artistes, documentaire de Bernard-Roland en 1938.
- Le film est élu meilleur film étranger en 1939 par le New-York Critic's Circle Awards.